# Marinache Vișinescu
Marinache Vișinescu (n. 3 martie 1948, Carvăn, județul Constanța) a fost deputat român în legislatura 2000-2004, ales în județul Ialomița pe listele partidului PRM. Marinache Vișinescu a demisionat din Camera Deputaților pe data de 18 iulie 2004 și a fost înlocuit de deputatul Alexe Boboc. În cadrul activității sale parlamentare, Marinache Vișinescu a fost membru în grupurile parlamentare de prietenie cu Republica Cipru, Republica Argentina și Republica Indonezia. 
Marinache Vișinescu este primul copil al Eugeniei și al lui Dumitru Vișinescu. A terminat Facultatea de Agronomie a Universității de Științe Agronomice și Medicină Veterinară din București în anul 1975, iar ulterior a profesat ca inginer agronom în cadrul fostului IAS Grădiștea din județul Călărași.